# Cirilo Flores
Cirilo B. Flores (ur. 20 czerwca 1948 w Coronie; zm. 6 września 2014 w San Diego) – amerykański duchowny katolicki, biskup San Diego w latach 2013–2014.

## Życiorys

### Prezbiterat
Święcenia kapłańskie otrzymał 8 czerwca 1991, w wieku 43 lat. Pracował jako duszpasterz wielu parafii diecezji Orange w Kalifornii (m.in. w Newport Beach, La Habra i w Orange).

### Episkopat
5 stycznia 2009 papież Benedykt XVI mianował go biskupem pomocniczym diecezji Orange w Kalifornii, ze stolicą tytularną Quiza. Sakry biskupiej udzielił mu 19 marca 2009 biskup diecezjalny Orange – bp Tod Brown. Jako biskup odpowiadał za dzieła miłosierdzia w diecezji.
4 stycznia 2012 papież mianował go biskupem koadiutorem diecezji San Diego. Rządy w diecezji objął 18 września 2013 po przejściu na emeryturę poprzednika biskupa Roberta Broma.
Zmarł na raka prostaty 6 września 2014.